# Krasnobirka, Radomîșl
Krasnobirka (în ucraineană Краснобірка) este localitatea de reședință a comunei Krasnobirka din raionul Radomîșl, regiunea Jîtomîr, Ucraina.

## Demografie
Componența lingvistică a localității Krasnobirka
     Ucraineană (97,84%)
     Rusă (1,85%)
     Alte limbi (0,3%)
Conform recensământului din 2001, majoritatea populației localității Krasnobirka era vorbitoare de ucraineană (97,84%), existând în minoritate și vorbitori de rusă (1,85%).